# Гай (правник)

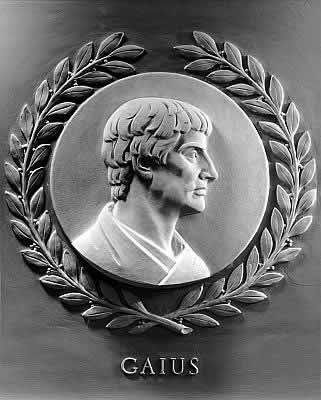
Гай

Гай (нар. приб. 107/109 — пом. 180) — відомий давньоримський правник часів правління імператорів Адріана, Антоніна Пія та Марка Аврелія.

## Життєпис
Про особисте життя Гая мало відомостей. За деякими відомостями народився у Малій Азії. Не збереглося жодного свідчення щодо його прізвища або когномена. Гай — це лише ім'я цього правника, яке на сьогодні відоме. Нічого не відомо ні про посади, ні про діяльність Гая. Відомо, що найбільший розквіт його діяльності приходить на 130–179 роки.
Гай робив коментарі до законів Дванадцяти таблиць, закону Папія Поппея, вивчав інші праці своїх попередників. На основі цього він написав найвідомішу свою працю — Institutionum juris civilis commentaries (Коментарі до інституцій цивільного права) або просто «Інституції». У Гая було ще декілька робіт з римського права. За Валентиніана III Гая було визнано одним з 5 найавторитетніших правників Римської імперії. Значна частина з доробку Гая була включена до Дігестів Юстиніана.

## Право за Гаєм
За системою Гая право було поділено на три розділи, що стосувалися відповідно осіб, речей та дій.
Перший розділ складала категорія осіб і пов'язувалася з нормами, які регулювали різні види відносин, розглянутих у трьох аспектах: свободи (вільні громадяни і раби), громадянства (громадяни та іноземці) і становища в сім'ї (незалежні члени родини і ті, хто підвладний іншому).
Другий розділ присвячено категорії речей. Вона включала, що завгодно, якщо воно мало вартість у грошовому виразі. Гай визнавав і матеріальні, і нематеріальні речі. До останньої категорії він зараховував, по-перше, боргові зобов'язання у вигляді майна в руках кредитора, які були наслідками або угод, або порушень закону (цивільні правопорушення), по-друге, групи речей, які переходять повністю від однієї особи до іншої, такі як спадок померлого, що потрапляє до рук спадкоємців як певна цілісність.
Третя категорія — способи діяльності та визначені різновиди діяльності. Хоча ця схема не мала значного безпосереднього впливу, її залюбки сприйняли як структуру системи приватного права загалом, тож її вплив можна помітити й у сучасних кодексах цивільного права.

## Праці
- Коментарі до інституцій цивільного права. 161 рік. У 1816 році було знайдено оригінал у Веронській бібліотеці.
- Трактат про преторське право.